# 아르누부리고래
아르누부리고래(학명: Berardius arnuxii)는 부리고래과(또는 뼈죽주둥이고래과)에 속하는 고래의 일종이다. 1851년 듀베르노이(Duvernoy)가 뉴질랜드에서 발견된 두개골로부터 신종을 보고했다. 속명 "베라르디우스"(Berardius)는 이 두개골을 프랑스로 옮긴 선박의 선장 베르나르(Berard)의 이름에서 유래했다. 종소명 arnuxii는 같은 선박의 의사 아르누(Arnoux)의 이름에서 유래했다.